# Friedrichsholm
Friedrichsholm település Németországban, Schleswig-Holstein tartományban. Lakosainak száma 431 fő (2023. december 31.).

## Népesség
A település népességének változása:
| Lakosok száma | 351  | 416  | 427  | 413  | 407  | 431  |
|               | 1975 | 2017 | 2019 | 2021 | 2022 | 2023 |